# Cage the Elephant (album)
| Recensione | Giudizio |
| ---------- | -------- |
| AllMusic   |          |

Cage the Elephant è il primo eponimo album discografico del gruppo musicale statunitense Cage the Elephant.

## Il disco
Il disco è stato pubblicato nel giugno 2008 nel Regno Unito e in buona parte d'Europa dalla Relentless, mentre nel marzo 2009 è stato distribuito negli Stati Uniti dalla RCA/Jive Label Group.
Il disco contiene alcuni brani diffusi come singoli nel periodo 2007-2008: tra questi Free Love, In One Ear e Ain't No Rest for the Wicked.
Negli Stati Uniti il disco è stato certificato disco d'oro dalla RIAA nel giugno 2012 avendo venduto oltre mezzo milione di copie sono negli USA.

## Tracce
1. In One Ear – 4:01
2. James Brown – 3:20
3. Ain't No Rest for the Wicked – 2:55
4. Tiny Little Robots – 4:10
5. Lotus – 3:16
6. Back Against the Wall – 3:48
7. Drones in the Valley – 2:27
8. Judas – 3:26
9. Back Stabbin' Betty – 3:39
10. Soil to the Sun – 3:17
11. Free Love – 3:28

## Formazione
- Matt Shultz - voce
- Brad Shultz - chitarra
- Jared Champion - batteria
- Daniel Tichenor - basso, voce
- Lincoln Parish - chitarra